# Hành tinh nhỏ xa
Một hành tinh nhỏ ở xa, hay vật thể ở xa, là bất kỳ hành tinh nhỏ nào được tìm thấy ngoài Sao Mộc trong Hệ Mặt trời bên ngoài thường không được coi là "tiểu hành tinh". Thuật ngữ ô được sử dụng bởi Trung tâm hành tinh nhỏ của IAU (MPC), chịu trách nhiệm xác định, chỉ định và tính toán quỹ đạo của các vật thể này. Tính đến tháng 5 năm 2019, MPC duy trì 3708 đối tượng ở xa trong cơ sở dữ liệu của nó.
Hầu hết các hành tinh nhỏ ở xa là các vật thể và nhân mã xuyên sao Hải Vương, trong khi tương đối ít là damocloids, thiên thể troia của sao Hải Vương hoặc thiên thể troia của sao Thiên Vương. Tất cả các vật thể ở xa có trục bán chính (khoảng cách trung bình từ Mặt trời) lớn hơn 6 AU. Ngưỡng này, nằm ngoài quỹ đạo của Sao Mộc (5.2 AU), đảm bảo rằng phần lớn các "tiểu hành tinh thực sự" - chẳng hạn như quần thể troia gần Trái Đất, sao Hỏa, vành đai chính và sao Mộc - được loại trừ khỏi các hành tinh nhỏ xa xôi.